# Архангельское (сельское поселение, Удмуртия)
Архангельское — упразднённое муниципальное образование со статусом сельского поселения в Красногорском районе Удмуртии Российской Федерации.
Административный центр — село Архангельское.
Законом Удмуртской Республики от 30.04.2021 № 39-РЗ к 23 мая 2021 года упразднено в связи с преобразованием муниципального района в муниципальный округ.

## История
Статус и границы сельского поселения установлены Законом Удмуртской Республики от 28 января 2005 года № 2-РЗ «Об установлении границ муниципальных образований и наделении соответствующим статусом муниципальных образований на территории Красногорского района Удмуртской Республики».

## Население
| 2010 | 2012 | 2013 | 2014 | 2015 | 2016 | 2017 |
| ---- | ---- | ---- | ---- | ---- | ---- | ---- |
| 470  | ↘419 | ↘400 | ↘375 | ↗384 | ↘377 | ↘351 |
| 2018 | 2019 | 2020 |      |      |      |      |
| ↘339 | ↘323 | ↘312 |      |      |      |      |

## Состав сельского поселения
| № | Населённый пункт | Тип населённого пункта       | Население |
| - | ---------------- | ---------------------------- | --------- |
| 1 | Архангельское    | село, административный центр | ↘315      |
| 2 | Новый Караул     | деревня                      | ↘61       |
| 3 | Новый Качкашур   | деревня                      | →0        |
| 4 | Рылово           | деревня                      | ↘43       |
| 5 | Чебаково         | деревня                      | →0        |